# Moglie a sorpresa (film 1992)
Moglie a sorpresa (HouseSitter) è un film del 1992 diretto da Frank Oz.

## Trama
Boston. Newton Davis è un architetto frustrato: ha poco successo sia nella professione che nella vita privata. Ha progettato e costruito una casa perfetta per sé e per Becky, la ragazza di cui è innamorato fin dall'infanzia, con la speranza che lei accettasse di sposarlo, ed è rimasto ferito dal suo rifiuto.
Qualche tempo dopo, Newton racconta di sfuggita della sua storia con Becky e della casa disabitata, di cui disegna uno schizzo su un tovagliolo di carta, alla cameriera di un ristorante ungherese, ritenendo in un primo momento che la ragazza sia magiara e non parli lingua inglese. A tarda ora, quando il ristorante viene chiuso, Newton incontra nuovamente la ragazza: scopre così che si chiama Gwen, che è americana e che ha fatto solo finta di essere ungherese. Dopo essersi fermati a chiacchierare per strada, i due finiscono per passare la notte insieme nell'appartamento di lei.
La mattina dopo, quando si sveglia, Gwen scopre che Newton se n'è andato durante la notte, ma che ha dimenticato lo schizzo della casa. Incuriosita dal disegno, Gwen decide di andare a Dobbs Mill, il paese dove Newton è nato e cresciuto, per vedere la casa. Quando la vede, Gwen resta affascinata dalla costruzione, ancora disabitata, e decide di fermarsi. Va poi in un negozio di generi alimentari e, chiacchierando col droghiere, dice di essere la moglie di Newton, mettendo la spesa in conto a lui. Si presenta come moglie di Newton anche a Becky, a cui racconta una lunga e romantica storia sul suo incontro con Newton, e ai genitori di Newton, dei quali riesce a conquistare l'affetto: essi soffrono perché da anni il figlio mantiene con loro rapporti freddi e Gwen, con altre bugie, riesce a giustificare il comportamento di Newton.
Newton, tornato nel paese natale per mettere in vendita la casa, resta sbalordito nel vederla abitata da Gwen. Dopo aver parlato con Becky e con i propri genitori, si rende conto che la presenza di una moglie ha dei vantaggi: Becky adesso lo trova interessante, mentre i rapporti con i suoi genitori sono migliorati. Decide quindi di stare al gioco.
Chiede a Gwen di aiutarlo a conquistare Becky. Gwen, che intrattiene con Becky dei rapporti formalmente corretti, dice a Becky che Newton la ama ancora. Nel frattempo si prodiga per migliorare la posizione lavorativa di Newton e il rapporto con i suoi genitori.
Fingendo di essere una coppia di coniugi, sia pure in crisi, Gwen, evidentemente una bugiarda patologica, s'immedesima sempre di più nella parte della moglie, mentre Newton comincia ad apprezzare l'intraprendenza e l'immaginazione della ragazza.
Un ricevimento organizzato da Gwen e dai genitori di Newton nella nuova casa permette lo scioglimento della vicenda. Gelosa di Becky, che corteggia apertamente Newton, Gwen fa una scenata davanti a tutti, accusando Becky di volerle rubare il marito, e alla fine scappa via in lacrime. Newton la segue, pensando inizialmente che la scena faccia parte del piano di Gwen per fargli riconquistare Becky; poi però, dalle parole di Gwen, si rende conto che la ragazza si è davvero innamorata di lui. Gwen, come una moglie tradita dal marito, dice a Newton che se ne andrà via definitivamente.
Becky, che ha assistito al litigio, coglie l'occasione per conquistare Newton: lo consola e gli chiede se tutte le storie raccontate da Gwen siano vere. Newton risponde di sì e la lascia per inseguire Gwen: la raggiunge mentre, salita su di un autobus, è in procinto di lasciare la città. La riconquista raccontando delle buffe e romantiche invenzioni, simili a quelle create da Gwen, e chiedendole infine di sposarlo. Il film si conclude con una scena ambientata in un tempo successivo: Newton e Gwen sono felicemente sposati e vivono insieme nella casa. Newton dice alla moglie: «Ti amo, Gwen» e la ragazza risponde: «Il mio vero nome è Jessica».